# Красный Бор (Волынская область)
Красный Бор (укр. Красний Бір) — село в Шацкой поселковой общине Ковельского района Волынской области Украины.
До 2020 года входило в Шацкий район.
Код КОАТУУ — 0725785002. Население по переписи 2001 года составляет 11 человек. Почтовый индекс — 44012. Телефонный код — 3355. Занимает площадь 0,64 км².